# Катран морський
Катран морський, або катран приморський (Crambe maritima) — рослина роду катран (Crambe) родини капустяні (Brassicaceae).
- не плутати з акулою «Катран (Squalus)»

## Біологія виду

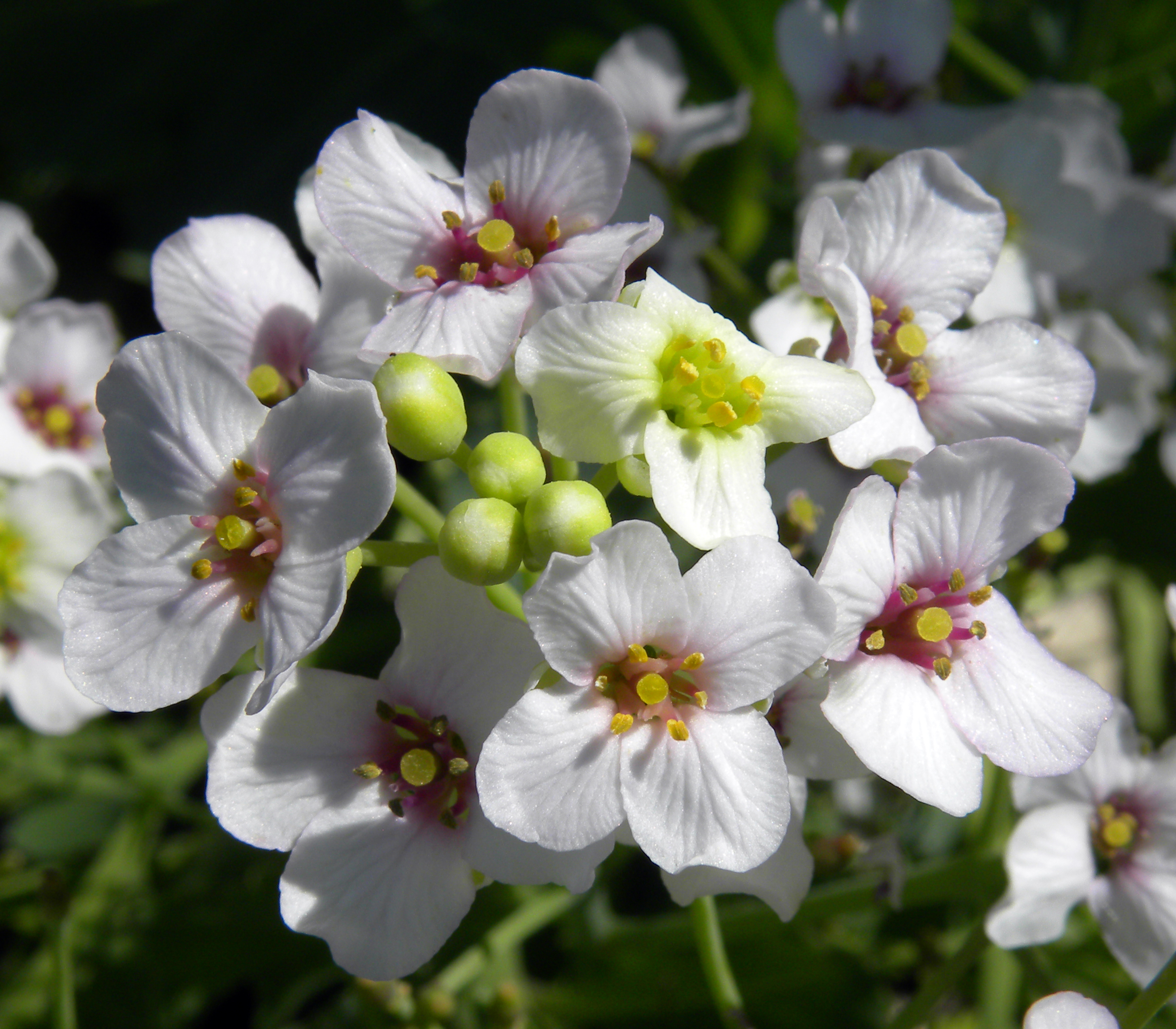
Crambe maritima квіти

Гемікриптофіт. Напіврозеткова багаторічна трав'яна рослина (0,3)0,5–0,6 (0,8) м заввишки. Стебло товсте, прямостояче, дуже галузисте, голе із сизою поволокою. Листки великі, голі, м'ясисті; розеткові — довгочерешкові, в обрисі від яйцеподібних до довгастих, 4–5-лопатеві, із нерівномірнозубчастим хвилястим краєм; стеблові (верхні) — ланцетні. Квіти зібрані в складну розлогу китицю (плейоботрій); пелюстки білі, 7–9 мм завдовжки. Плід нерозкривний двочленний стручечок; верхній членик круглястий, горбисто-зморшкуватий або майже гладенький, м'ясистий, 7–9 мм завдовжки. Цвіте у квітні-травні (червні). Плодоносить у червні-вересні. Розмножується насінням.

## Поширення

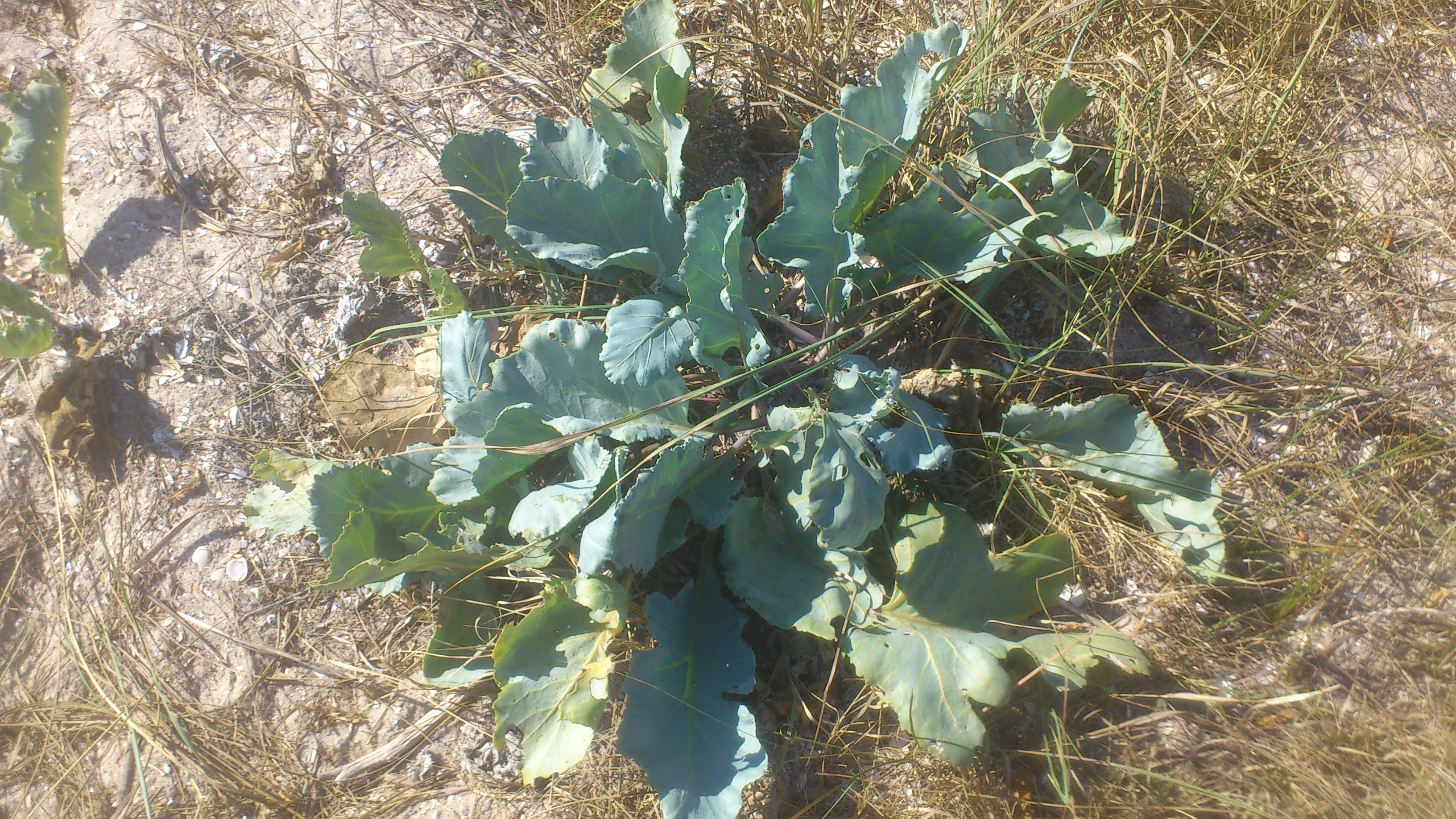
Катран морський на Кінбурнській косі

Північно-Західна, Атлантична, Центральна, Східна й Південна Європа; Південно-Західна Азія (Росія, Грузія); Північна Африка.

### Поширення в Україні
В Україні — Причорномор'я, Приазов'я. За регіонами: Донецька, Одеська, Херсонська, Запорізька області, АР Крим. Рослини частіше трапляються як невеликими групами, так і поодинці, чисельність та структура популяцій вивчені недостатньо.

### Умови місцезростання
Літоральні піски й черепашники з різкою зміною зволоження. Геліофіт. Ксерофіт.

## Загрози, охорона
Загрозами є антропогенні: інтенсивна трансформація екотопів внаслідок господарської діяльності, сильне і поступово ростуче рекреаційне навантаження, активна забудова літоральної смуги по всьому ареалу виду, збирання рослин для букетів та харчових цілей; природні: стенотопність та низька конкурентна спроможність виду, недостатнє природне відновлення. Занесена до Червоної книги України, природоохоронний статус — вразливий. Охороняється в Чорноморському БЗ, Ялтинському гірсько-лісовому, Карадазькому ПЗ та в Азово-Сиваському НПП.